# Эль-Мубарки, Бушаиб
Бушаиб эль-Мубарки (араб. بوشعيب المباركي‎; род. 12 января 1978, Касабланка) — марокканский футболист, игравший на позиции нападающего.

## Клубная карьера
Бушаиб эль-Мубарки начинал свою карьеру футболиста в марокканском клубе «Рашад Бернусси». В 1999 году он стал игроком «Раджи» из Касабланки, в составе которого принимал участие на первом Клубном чемпионате мира 2000 года в Бразилии. На турнире он отметился забитым мячом в поединке с саудовским «Аль-Насром».
С 2001 по 2007 год эль-Мубарки успел поиграть за катарские клубы «Аль-Садд», «Эр-Райян», «Аль-Вакра», «Аль-Араби» и саудовский «Аль-Ахли». Летом 2007 года он перешёл в клуб французской Лиги 2 «Гренобль». 2 ноября 2007 года эль-Мубарки забил свой первый гол в рамках Лиги 2, открыв счёт в домашнем поединке с «Дижоном». 9 августа 2008 года марокканец дебютировал в главной французской лиге, выйдя в основном составе в гостевом поединке против «Сошо».
В июле 2009 года эль-Мубарки вернулся в Марокко, где до завершения своей карьеры игрока выступал за команды «Магреб Тетуан», «Эль-Массира» и «Раджа Касабланка»

## Карьера в сборной
Бушаиб эль-Мубарки в составе олимпийской сборной Марокко принимал участие на двух Олимпийских играх: 2000 года в Австралии и 2004 года в Греции. В обоих случаях он выходил в стартовом составе во всех матчах своей сборной, которая не смогла на этих турнирах преодолеть групповой этап. На Кубке африканских наций 2008 года Бушаиб эль-Мубарки появился на поле лишь в одном матче группового этапа, выйдя на замену в поединке против сборной Гвинеи.